# Цветовой тест отношений
Цветово́й тест отноше́ний (ЦТО) — это невербальный тест, который отражает оба уровня эмоциональных отношений человека — сознательный и частично неосознаваемый, к другим людям, объектам, явлениям окружающей действительности. Данный тест, разработанный советскими психиатром Е. Ф. Бажиным и психологом А. М. Эткиндом, представляет собой проективную методику, относимую к группе методик «экспресс-диагностики».

## Сущность методики
Цветовой тест отношений основывается на предположении о том, что существует прямая взаимосвязь между цветовыми ассоциациями, которые возникают у человека при взаимодействии с различными элементами окружающей действительности, и его отношением к этим элементам. ЦТО позволяет, минуя защитные механизмы сознания, увидеть неосознаваемые компоненты отношения.
По мнению А. М. Эткинда, тест позволяет выявить «достаточно глубокие, в том числе и неосознаваемые компоненты отношений, „минуя“ при этом защитные механизмы вербальной системы сознания».

## История явления
Евгений Федорович Бажин рассказывал, что идея теста, как это нередко бывает, пришла к нему случайно под впечатлением от цветовых ассоциаций одного из своих клиентов - военнослужащего. Е. Ф. Бажин сначала предложил ему проранжировать 8 цветов теста Макса Люшера и обратил внимание, что на последнем ранговом месте военнослужащий расположил серый цвет. Это заинтересовало Е. Ф. Бажина и он спросил у военного, почему ему не нравится серый цвет? Военный ответил, что этот цвет напоминает ему его начальника. Е. Ф. Бажин предложил идею ЦТО своему аспиранту Эткинду Александру Марковичу.

## Теоретико-методологическая основа теста
Теоретической основой ЦТО являются концепция В. Н. Мясищева о структуре отношений человека (1960), идеи Б. Г. Ананьева об образной природе психических структур любого уровня и сложности, а также взгляды А. Н. Леонтьева относительно чувственной ткани сознания.
Методической основой Цветового теста отношений является цветоассоциативный эксперимент, базирующийся на гипотезе отражения существенных характеристик невербальных компонентов отношений к значимым другим и к самому себе в цветовых ассоциациях к ним.

## Этапы проведения теста
Стандартная процедура проведения Цветового теста отношений состоит из четырёх этапов.

### Определение элементов
Здесь определяются базовые элементы оценки (лица, предметы и понятия, имеющие в жизни испытуемого существенное значение). В каждом конкретном случае их список можно варьировать. Чаще всего, в него входят — «я сам», члены семьи, сотрудники по работе, «прошлое», «настоящее» и «будущее», «болезнь» и «врач», если обследуется больной и т. д. В принципе, как и в случае «СД» (семантического дифференциала), ограничений для внесения в список элементов оценки тех или иных понятий, кроме их значимости для испытуемого, нет.

### Этап тестирования
Возможны два его варианта:
- Диагностический.

Испытуемого просят выбрать (один-два) наиболее подходящие к данному лицу, предмету или понятию цвета. Краткий вариант проведения методики.
Инструкция: Вспомните этого человека (качество, ценность, и т. п.). С каким цветом ассоциируется у вас этот человек (качество, ценность, и т. п.) (имеются в виду личностные особенности и качества субъекта, но не его цвет одежды и предпочтения, и т. д.). Отвлекитесь от ассоциаций, связанных с модой, традициями, общепринятыми вкусами и постарайтесь выбирать цвета, только исходя из своего личного отношения.
- Исследовательский.

Испытуемому необходимо проранжировать все цвета 8-цветовой таблицы по степени соответствия, содержащимся в списке лицам, предметам и понятиям. Полный вариант проведения методики.

### Ранжирование цветов
После завершения цветового ассоциирования, испытуемый ранжирует цвета 8-цветовой таблицы согласно стандартной инструкции ЦТЛ в порядке предпочтения, начиная с самого «красивого приятного для глаза» и кончая «самым некрасивым, неприятным».
Инструкция. «Перемешайте цветные карточки и положите цветовой поверхностью наверх. Попросите испытуемого выбрать из восьми цветов тот, который ему больше всего нравится. При этом нужно пояснить, что он должен выбрать цвет как таковой, не пытаясь соотнести его с любимым цветом в одежде, цветом глаз и т. п. Испытуемый должен выделить наиболее приятный цвет из восьми. Карточку с выбранным цветом следует отложить в сторону, перевернув цветной стороной вниз. Попросите выбрать из оставшихся семи цветов наиболее приятный. Выбранную карточку следует положить цветной стороной вниз справа от первой. Повторите процедуру. Перепишите номера карточек в разложенном порядке».

### Этап интерпретации результатов
Данный этап основывается на двух процедурах:
- Сопоставление цветов

Проводится сопоставление цветов, ассоциируемых испытуемым с определёнными лицами, предметами и понятиями, с их ранговым местом в ряду цветовых предпочтений по М. Люшеру. Если цвет, использованный для ассоциирования, занимает первые три места в ранговом ряду цветовых выборов, делается вывод об эмоционально положительном отношении к символизируемому им объекту. Средняя позиция цвета (4—5 места) — нейтральное или равнодушное отношение. Последние три места — негативное, конфликтное отношение.
- Интерпретация цветовых ассоциаций

Интерпретация эмоционально-личностного значения каждой цветовой ассоциации испытуемого, позволяющая судить о содержательных особенностях эмоциональных отношений личности. С этой целью авторами предварительно было проведено изучение эмоционального значения цветов, которое выявило устойчивое и согласованное «ядро» (ср. со «структурой» цвета по М. Люшеру) данных значений у испытуемых различного пола и возраста. Кроме этого, как отмечают авторы, возможности 4-го этапа могут быть расширены путём привлечения интерпретационной техники ЦТЛ.

## Применение ЦТО для диагностики детей и подростков
Несмотря на то, что цветовой тест отношений достаточно универсален, и может применяться к лицам любого возраста, наибольшее распространение в практике отечественной психологии он получил именно как тест для детей (как дошкольников, так и подростков). На этапе определения элементов диагностики ребёнку в индивидуальном порядке предоставляется список людей, входящих в его непосредственное окружение, а также перечень важных понятий. Например:
- «мама», «папа», «учительница» (или «воспитательница»), «моё настроение», «каким я хочу вырасти», «игрушки» и так далее — подборка для малышей;
- «учёба», «родители», «друзья», «питомец» и прочее — для детей 7—11 лет;
- «работа», «семья», «деньги» и другие понятие — для подростков.

Для детей 3—6 лет таких понятий можно придумать около 10, детям 7—8 лет представить 12 штук, а ребятам 9—12 лет и старше подобрать около 14. Как вариант, этот список можно разработать вместе с испытуемым, попросив его ответить на вопрос: что для тебя сейчас важно? Подросткам понятия лучше давать в готовом виде.
- Инструкция для детей 3—8 лет (короткий тест):

1. Ребёнок пишет (или взрослый делает это за него) концепты.
2. Затем экспериментатор на светлом нейтральном фоне на столе раскладывает перед испытуемым 8 цветных карточек Люшера.
3. Взрослый просит соединить слова с 1—2 оттенками представленного спектра. Следует оговорить сразу, что тона могут повторяться, а сходства не должны основываться на внешних характеристиках. Например, если мама ходит в красном халате, то не стоит только поэтому присваивать ей соответствующий цвет. А вот сравнение «бабушка» и «жёлтый» вполне приемлемо, так как этот член семьи дарит теплоту (как солнце).
4. Экспериментатор фиксирует выбор ребёнка в протоколе.
5. Испытуемому даётся время (20—30 минут), чтобы отвлечься, поиграть.
6. Затем вновь раскладываются карточки с цветами.
7. Малышу предлагается выбрать самый приятный оттенок, после чего карточку соответствующего тона нужно убрать.
8. Повторять эти действия со всеми цветами полагается до тех пор, пока не останется последний, самый неприятный оттенок[8].

- Алгоритм проведения теста среди ребят 9—16 лет (полная диагностика)

1. Экспериментатор называет понятие.
2. Испытуемый ранжирует все 8 цветов от самого подходящего до неподходящего (относительно этого понятия)
3. Взрослый записывает порядок названных оттенков в протокол
4. Действия повторяются в работе над всеми остальными понятиями
5. Тестируемый отвлекается на посторонние дела (примерно на полчаса)
6. Затем ребёнок убирает выбранный цвет, сделав соответствующую пометку в протоколе, и снова просит определить приятный тон
7. Работа продолжается до последней, самой неприятной для испытуемого карточки[8].

Важно отметить, что непосредственное значение цвета в том виде, в котором оно используется в тесте Люшера, а также в большинстве соответствующих пособий по диагностике с использованием значений выбираемых цветов, должно с особой осторожностью переноситься на трактовку субъективных ассоциаций детей. Личностные качества детей, особенно детей дошкольного возраста, ещё не сформированы в той степени, которая предполагает устойчивые эмоционально-личностные значения для квалификации того или иного цвета. Поэтому некоторые учёные считают, что полностью переносить эти характеристики, более подходящие для взрослых, чем для детей, на интерпретацию детских выборов не представляется достаточно корректным.